# Công quốc Castro
Công quốc Castro (tiếng Ý: Ducato di Castro; tiếng Anh: Duchy of Castro) là một thái ấp ở miền trung Bán đảo Ý được thành lập vào năm 1537 từ một dải đất nhỏ mà ngày nay là biên giới của Lazio với Toscana, trung tâm là Castro, một thành phố kiên cố trên vách đá tufa nhìn ra Sông Fiora vốn là thủ đô và là nơi ở của công tước. Mặc dù về mặt kỹ thuật là một quốc gia chư hầu của Lãnh địa Giáo hoàng, nhưng trên thực tế nó được hưởng nền độc lập dưới sự cai trị của Nhà Farnese cho đến năm 1649, khi nó được sáp nhập trở lại vào Lãnh địa Giáo hoàng và được quản lý bởi Nhà Stampa di Ferentino.
Lãnh thổ được tạo ra như một công quốc bởi Giáo hoàng Paul III (1534–1549) trong sắc lệnh Videlicet immeriti vào ngày 31 tháng 10 năm 1537, và trao lại con trai ông là Pier Luigi Farnese cai trị. Nó tồn tại khoảng 112 năm và bị lu mờ bởi tài sản của người Nhà Farnese ở Công quốc Parma. Nó trải dài từ Biển Tyrrhenian đến Hồ Bolsena, trên dải đất được bao bọc bởi sông Marta và sông Fiora, kéo dài đến tận suối Olpeta và Hồ Mezzano, nơi sông Olpeta chảy qua. Công quốc Latera và Bá quốc Ronciglione được sáp nhập vào đó.
Tước hiệu Công tước xứ Castro đã được nắm giữ từ cuối những năm 1860 bởi người đứng đầu Vương tộc Borbone-Hai Sicilie, kể từ khi Vương quốc Hai Sicilie được sáp nhập vào Vương quốc Ý mới thành lập. Thân vương Carlo, Công tước xứ Castro hiện đang giữ tước vị này.